# Dazzler
Dazzler (Alison Blaire) es una superheroína ficticia que aparece en los cómics estadounidenses publicados por Marvel Comics, generalmente asociados con los X-Men. Apareció por primera vez en Uncanny X-Men # 130 (febrero de 1980).
Una mutante con la capacidad de convertir las vibraciones de sonido en haces de luz y energía, se desarrolló originalmente como una creación de promoción cruzada y multimedia entre Casablanca Records y Marvel Comics hasta que se eliminaron los vínculos en 1980. La personaje fue creada por un comité formado por el personal de Marvel, principalmente el escritor / editor Tom DeFalco y el ilustrador John Romita Jr.
A pesar de que Dazzler fue originalmente comisionada como cantante de discoteca, La personaje cambió a otros géneros musicales, incluyendo rock y adultos contemporáneos. Ella protagonizó una serie solitaria homóloga a principios de la década de 1980 que duró cuarenta y 2 números, una novela gráfica de Marvel titulada Dazzler: The Movie, una serie limitada de cuatro números coprotagonizada por Beast titulada Beauty and the Beast, y luego se unió al elenco de los X-Men. Ella fue brevemente un miembro de la escisión del grupo Excalibur pero desde entonces se reunió a los X-Men.
Dazzler apareció en Dark Phoenix interpretada por Halston Sage.

## Historial de publicación

### Orígenes deDazzler
Dazzler fue encargada originalmente por Casablanca Records en 1978 como un especial animado para ser una promoción cruzada multimedia con el personaje conocido como "La Reina Disco". Marvel Comics desarrollaría un superhéroe cantante, mientras que Casablanca produciría un cantante. El editor en jefe de Marvel Comics, Jim Shooter, escribió un tratamiento para el especial animado, que rápidamente se convirtió en un proyecto de largometraje de acción en vivo que sería producido por Filmworks. Shooter formó un pequeño comité en Marvel para descubrir la naturaleza, los antecedentes y la personalidad del personaje. El escritor Tom DeFalco fue el escritor principal detrás de su creación, mientras que el artista John Romita Jr. la diseñó El personaje pronto cambió su nombre de La Reina Disco a Dazzler, gracias a una sugerencia del escritor Roger Stern. Debido a preocupaciones financieras, Casablanca Records abandonó el proyecto, pero la película aún estaba en proceso.
Romita, Jr. originalmente pretendía que el personaje se pareciera a la modelo, actriz y cantante Grace Jones, pero los representantes de Filmworks, que quieren promover a la modelo y actriz Bo Derek, insistieron en los cambios de diseño para reflejar las características de Derek. El proyecto cinematográfico fue finalmente cancelado después de que Filmworks se negara a permitir que el marido de Bo Derek, John Derek, dirija la película.

### Dazzler: 1981-1985
La invitada de Dazzler protagonizó los títulos de Marvel, como Uncanny X-Men, The Avengers, Fantastic Four, y el cruce de Marvel, Contest of Champions, antes de obtener su propia serie de cómics.
John Romita, Jr. dejó a Dazzler en el número 3 y fue reemplazado por Frank Springer, quien dibujó la mayoría de las series de Dazzler. DeFalco se mantuvo como escritor jefe en el número 6, y ayudó al siguiente escritor Danny Fingeroth con varios de los siguientes problemas. Fingeroth y Springer siguieron siendo el equipo estable de Dazzler hasta el número 27.
Con el número 25, Dazzler se convirtió en una publicación bimensual. Springer cambió a Dazzler de una cantante en Nueva York a una aspirante a actriz en Los Ángeles. Para promover esta nueva dirección, Marvel hizo que el artista Bill Sienkiewicz pintara piezas de arte para varias portadas de Dazzler, desde los números 27 a 35. Springer dejó a Dazzler con el número 32 y regresó brevemente con el número 35 y la novela gráfica Dazzler: The Movie.
Archie Goodwin y Paul Chadwick fueron asignados a Dazzler con el número 38, pero la serie se canceló en 1985. Después de eso, fue considerada brevemente como posible miembro fundadora de X-Factor, pero la decisión de resucitar a Jean Grey dejó de lado esa idea.

### X-Men
Después de esto, el personaje pasó a una carrera notable como miembro de X-Men, antes de desaparecer por completo durante gran parte de la década de 1990 y principios de la década de 2000, salvo ocasionales ocasionales. Con el lanzamiento de New Excalibur, regresó a la publicación mensual por primera vez como miembro prominente del reparto en más de quince años. Cuando Marvel canceló New Excalibur, Dazzler regresó como personaje secundario en Uncanny X-Men escrito por Matt Fraction. En febrero de 2010, Marvel publicó un especial Dazzler de un disparo del escritor Jim McCann y el artista Kalman Andrasofszky. La serie 2012 X-Treme X-Men presenta a Dazzler como el líder de un equipo de X-Men que salta de dimensión. Dazzler apareció en el volumen de 2012 de Uncanny X-Men como agente de la vestimenta de super espía S.H.I.E.L.D.

### A-Force
A partir de mayo de 2015, Dazzler aparece como uno de los personajes principales de A-Force, unos Vengadores completamente femeninos lanzado por G. Willow Wilson, Marguerite Bennett y Jorge Molina durante la historia de "Secret Wars" de Marvel.

## Biografía

### Origen
Alison Blaire nació en Gardendale, Nueva York, hija de Carter y Katherine Blaire. Sus poderes mutantes se manifiestan por primera vez cuando ella está en la escuela secundaria. Una aspirante a cantante, se ofrece como voluntaria para actuar en el baile de su escuela cuando aparecen por primera vez sus habilidades generadoras de luz. Todos en el baile asumen que es un efecto especial generado tecnológicamente, una suposición que se hace comúnmente antes de que ella se revele como una mutante más adelante en su vida.

### Carrera como superheroína y cantante solista
Usando el nombre artístico de "Dazzler", Alison se dispuso a hacerse de un nombre por sí misma en la industria de la música, utilizando sus poderes de luz para mejorar sus actuaciones. Es en uno de sus espectáculos, cuando Alison se encuentra por primera vez con los X-Men, que eran atacados por las fuerzas del Club Fuego Infernal. Enojada por la interrupción de su show, Alison arremete con furia a los intrusos del Club, y sin querer hace que uno de ellos quede en estado catatónico. Alison posteriormente ayuda a los X-Men en la búsqueda de Kitty Pryde. Siempre supuso que su vida como una reina de la Música disco sería emocionante, pero consideró que luchar contra villanos, como los X-Men, va demasiado lejos. Por lo tanto, ella rechaza su oferta para unirse al equipo.
Dazzler esconde su condición de mutante a todos, menos a los más cercanos a ella. Después de encontrarse con varios superhéroes, Alison se encuentra a sí misma utilizando sus habilidades para luchar tanto contra los delincuentes comunes, como delincuentes sobrehumanos. En una ocasión, conoce a Spider-Man y lo ayuda a combatir a LightMaster. Más tarde, combate a Enchantress, Doctor Doom, el Hombre Absorbente y Pesadilla. Se alió brevemente con Blue Shield, y ayudó a los X-Men y Spider-Woman a combatir al Morlock Caliban. En otra ocasión pelea con Hulk y comienza una larga rivalidad con Rogue, cuando esta era miembro de la Hermandad de mutantes diabólicos. También sostuvo una relación amorosa con Warren Worthington III, alias Arcángel. Dazzler incluso llegó a combatir al mismísimo "Devorador de Mundos", Galactus, quien inicialmente piensa que es de poca importancia y generalmente la ignora. Sin embargo, Galactus le otorga temporalmente energía cósmica para que pueda recuperar el heraldo Terrax. Además de que se le ofrece la membresía en los X-Men, Alison también se le pide que haga una audición para un lugar en los Vengadores. Ella se niega mientras se enfrenta a Fabian Stankowicz (que en última instancia es fácilmente derrotada por la Avispa), diciendo que el superhéroe "el viaje no fue para [ella]".

### Mudarse a Los Ángeles
Dazzler se muda a Los Ángeles en un vano intento de ayudar a su hermanastra Lois London, quien tiene el poder mutante de matar a cualquiera con un toque, pero tiene poco o ningún control sobre la habilidad. Mientras que en Los Ángeles, Alison intenta hacer carreras en el entrenamiento físico, bailar, modelar y actuar. Influenciada tanto por su amante Roman Nekoboh, como por su deseo de disminuir el creciente sentimiento anti mutante, Alison declara públicamente su identidad mutante. La revelación es contraproducente, destruyendo su reputación y carrera e inflamando el sentimiento anti mutante, lo que envía a Alison a un estado depresivo. Forzada de nuevo a esconderse, pasa un tiempo como tecladista y vocalista de respaldo en la cantante de rock y en la banda de la mutante, Lila Cheney. Durante la gira, el avión de la banda se estrella, lo que lleva a Dazzler, Lila y un compañero de banda a ser rescatados con éxito por Cannonball y Joshua. Lila ha sido eliminada, así que Dazzler usa la música que Joshua toca en la escena para abrir un agujero a través de los escombros. Alison es poseída más tarde por la mutante psíquica Malicia; después de un encuentro con los X-Men para advertirle sobre los Merodeadores, Dazzler queda libre y se convierte en miembro del equipo.

### X-Men
Durante su periodo con los X-Men, Dazzler recibe entrenamiento, alcanza un mayor control sobre sus poderes, y se desarrolla un romance con el héroe extradimensional Longshot. También se ve obligada a trabajar junto con Rogue ahora reformada. Esto causa una considerable tensión entre ellos al principio, debido a la dificultad de Alison para superar los intentos de Rogue de matarla en el pasado, así como los fuertes sentimientos de Rogue por Longshot. Con el tiempo, Alison finalmente cree que Rogue está realmente arrepentida y perdona a su compañera de equipo. Dazzler lucha con sus ambiciones de carrera e inseguridades personales, y eventualmente ella y sus compañeros de equipo en los X-Men entran en el místico Sitio Peligroso.

### Amnesia y Mojoworld
Descubierta en un estado amnésico arrastrado en una playa por su ex guardaespaldas Guido, Guido y Lila la cuidan hasta que recuperan la salud, aunque sus esfuerzos no han tenido éxito en ayudar a restaurar su memoria. Su memoria finalmente se restaura cuando es encontrada por Longshot. Devastada por la pérdida de su carrera, Alison se aventura al nativo "Mojoworld" de Longshot, y permanece allí para ayudar a luchar en la rebelión en curso contra el tirano Mojo junto con Lila.
Dazzler finalmente regresa a la Tierra sin Longshot después de una desafortunada serie de eventos, que incluyen un aparente aborto espontáneo y la guerra. Ella ayuda a Jean Grey en la lucha contra un Magneto reafirmado respaldado por un ejército de Genoshans. Ella y Jean lideran una pequeña banda de mutantes para respaldar a los X-Men originales que ya están en Genosha. Dazzler se enfrenta a Magneto, quien pone sus poderes contra ella y aparentemente la incinera. Como Magneto se jacta arrogantemente de este triunfo, Dazzler se revela que está viva y bien. Ella y Jean habían ideado un plan para que Alison generara un holograma de luz dura para distraer a Magneto, luego gravemente herida por Wolverine. Después de la conclusión de este incidente, los X-Men ofrecen apoyo a Alison para sus problemas personales, pero ella se niega.
Personajes del Universo Marvel, que se cuentan entre sus fanes son Juggernaut, el compañero de equipo Coloso, Hulk, Northstar, Rhino, Molly Hayes, Shadowcat, y Hada.

### Excalibur
Dazzler luego restablece su carrera musical, comercializando su imagen de discoteca como parte del género Techno / Trance. Alison traslada su carrera al extranjero en Inglaterra y se une a aliados de X-Men, como Juggernaut y Capitán Britania. Se reencuentra con Longshot en la miniserie X-Men: Die by the Sword, aunque Longshot sufre de amnesia y no la recuerda. Sin embargo, durante el curso de la miniserie, él recupera sus sentimientos por ella y algunos de sus recuerdos. Longshot deja a los Exiliados para restablecer una relación con Dazzler, pero la pareja se separa debido en parte a la frustración de Dazzler por la atracción de otras mujeres hacia Longshot, pero principalmente debido a la conclusión de que Longshot ya no es el hombre que amaba debido a su amnesia.

### Regreso con los X-Men
Alison se reúne con los X-Men en San Francisco después de dejar a Longshot, debido a que su relación no era la misma después de la pérdida de memoria de Longshot. Se ve a Hada saliendo de un club con una amiga donde Alison ha actuado recientemente. Dazzler ha establecido una carrera como músico, finalmente logrando una gran oportunidad y revitalizando completamente su carrera musical. También se ha demostrado que Dazzler participa en la miniserie de X-Men: Secret Invasion, que forma parte de la Invasión Secreta de Marvel Comics 2008. Volviendo a casa con Northstar y Pixie, después de sacarla para emborracharse, a pesar de ser menor de edad, Dazzler y el equipo no están preparados para un ataque brutal en la mansión por parte de la Hermandad. En represalia, Dazzler más tarde acompaña a Emma Frost, Tormenta y Karma para el ataque de venganza a la Hermandad en San Francisco, donde se involucra en una Psylocke controlada por la mente, en su propio cuerpo, en la batalla. Mientras Psylocke gana la ventaja, Dazzler señala que Tormenta rompió todas las ventanas cuando entraron. Esto fue así para que pudiera absorber todo el sonido de la ciudad, que se convirtió en un rayo de luz que quema el lado derecho de la cara de Psylocke. Después de los retiros de la Hermandad, Dazzler se reúne felizmente con Psylocke recuperando el control de su cuerpo japonés.

### X-Men: Second Coming
Dazzler, junto con Gambito, Anole, Northstar, Bala de Cañón, Hada y Trance viaja al Limbo para rescatar a Magik. Las cosas van mal cuando el suelo comienza a temblar y un ejército de demonios monstruosos ataca al equipo. Dazzler pide ayuda a Gambit durante el ataque, pero Gambit se hunde en la oscuridad y afirma que "Remy no está en casa en este momento", lo que lleva a los X-Men a ser abrumados por los demonios. Dazzler termina sola y es rescatada por Northstar justo cuando está a punto de perder su lucha contra los demonios. Northstar y Dazzler se encuentran con Gambito poco después, desafortunadamente, Gambito ha vuelto a ser el personaje Muerte, aparentemente atacando a Northstar que evade fácilmente las cartas de Gambito. Northstar evita el ataque, al darse cuenta de que las cartas estaban destinadas a Dazzler y que se transforma en un estado muy parecido a la persona Death de Gambito. Northstar se infectó poco después. Dazzler, infectada por Gambito (ahora completamente consumido por el concepto de supervivencia del más apto), se une para infectar a los otros X-Men del Limbo también. Dazzler y Northstar pronto fueron liberados gracias a la espada alma de Magik.

### Regenesis
Durante el Cisma entre Cíclope y Wolverine, Dazzler decide permanecer en San Francisco con el lado de Cíclope. Luego se le pide a Dazzler que dirija un "Equipo de la calle" de X-Men, a lo que ella acepta. Aunque nunca fue vista, fue emparejada con Boom-Boom y Lifeguard.

### X-Treme X-Men
Dazzler es luego convocada a Utopia para ayudar a Cíclope y Danger con la Caja Fantasma. Cuando se abre la caja fantasma, varios de realidad alternativa X-Men se ven luchando una versión malvada de Profesor X. Cuando Dazzler trata de ayudarlos, ella es absorbida por un portal y es alejada de la Tierra-616, evitando por poco los eventos de Avengers vs. X-Men. Ella se convierte en líder del equipo después de que Emmeline Frost opte por quedarse en un mundo donde los mutantes son dioses. Dazzler se reunió más tarde con su compañera de equipo New Excalibur, Sage, cuando intenta rescatar a una versión infantil de Nightcrawler. Las habilidades y habilidades de liderazgo de Dazzler impresionan tanto a Cíclope como a Wolverine, el último de los cuales le ofrece un puesto en la escuela de Wolverine creyendo que sería un recurso invaluable para los estudiantes. Renuente a aceptar la invitación después de haber pasado un año recorriendo y salvando el multiverso (concluyendo con la trama de la "terminación X"), además de presenciar la muerte de algunos de sus amigos, Dazzler opta por tomar una decisión en otro momento; Wolverine informa que la oferta sigue en pie y contactar cuando ella resuelva las cosas.

### X-Factor
En la historia de "The End of X-Factor", la conclusión del equipo X-Factor con quien Dazzler no había tenido contacto previamente, Shatterstar y Rictor Encuentra una versión pasada de Dazzler mientras viajas en el tiempo a través de Mojoworld. En este momento de su vida, Dazzler y Longshot aún están casados y activos en la revuelta contra Mojo. Rictor descubre a Dazzler justo cuando está a punto de dar a luz al niño que se creía que había provocado un aborto involuntario. Se reveló que el infante sobreviviente era Shatterstar, que resolvió casi dos décadas de especulación de que Shatterstar era en realidad el hijo biológico de Dazzler y Longshot. Agotada de su terrible experiencia, Dazzler se desmaya, y Shatterstar revela la necesidad de borrar los recuerdos del evento, tanto de ella como de Longshot, supuestamente para ser reemplazados por el recuerdo del aborto involuntario al que Dazzler había hecho referencia en el pasado, y llevarse a su yo infantil un siglo después. El futuro de Mojoworld, para ser criado como un guerrero lejos de sus padres biológicos.

### Agente de S.H.I.E.L.D.
En un intento por comprender mejor la comunidad mutante y la conversación de Cíclope sobre la revolución mutante, Maria Hill le pide personalmente a Dazzler que se convierta en una agente de S.H.I.E.L.D., una proposición que Alison acepta. Después de su primer encuentro con el equipo X-Men de Cíclope, Dazzler es envenenada y reemplazada por la cambiaformas Mystique. Dazzler es rescatada por Magneto y le dijeron cómo fue secuestrada y puesta en estado de coma para que Mystique pudiera usarla para generar la hormona de crecimiento mutante; luego se une al equipo Uncanny X-Men de Cyclops con una nueva apariencia gótica más oscura.

### A-Force
Durante la historia de Secret Wars, A-Force, los defensores de la nación matriarcal Battleworld de Arcadia, responde a un ataque de megalodon durante una patrulla de rutina. Durante el ataque, América Chávez arroja al tiburón a través del Escudo, el muro que separa sus fronteras, rompiendo así las leyes del Emperador Doom y posteriormente es arrestado por los ejecutores de Doom, el Cuerpo Thor. A pesar de las apelaciones de She-Hulk, la baronesa de Arcadia, Chávez es condenado a pasar el resto de su vida en la pared. En respuesta, She-Hulk encarga a los sub-marineros - Namor, Namorita y Namora - para encontrar la fuente del ataque de megalodon. Mientras tanto, Nico, lamentando la pérdida de Chávez, se encuentra con una figura misteriosa que cayó del cielo. Los sub-marineros descubren un extraño portal en las profundidades del océano, pero implosiona a medida que se acercan. Más tarde, a instancias de Loki, Minoru presenta a su nueva amiga a She-Hulk. Cuando Medusa acusa al extraño, un universo de bolsillo sensible, de crear el portal, un centinela se cae de otro portal y ataca al equipo. Durante la pelea, el recién llegado salva a Dazzler y convence a She-Hulk de que ella no es la causa. Después de destruir al centinela, She-Hulk decide viajar a través del portal aún abierto e investigar la fuente por sí misma. She-Hulk llega a un Manhattan posapocalíptico y después de un breve encuentro con más centinelas, el Cuerpo de Thor la persigue de regreso a Arcadia. Los Thor Corps lo siguen en su búsqueda, pero Medusa logra repelerlos al portal y muere en el proceso. Cuando regresan los Thor Corps, She-Hulk alerta a los ciudadanos de Arcadia de que hay un traidor entre ellos que está propagando el descontento y promete llevarlos ante la justicia mientras ella y otros A-Forcers se esconden dentro del recién llegado. El recién llegado contrabandea A-Force fuera de la ciudad. Allí, She-Hulk se da cuenta de que la energía de los portales es de origen asgardiano y deducen que el traidor es Loki. Con A-Force ilegalizada, Loki será coronada como la nueva baronesa de Arcadia, pero es atacada preventivamente por A-Force. Después de que Loki es derrotada, lanza un último estallido de energía que rompe el Escudo y permite que la horda de zombis del otro lado entre. Cuando la horda se acerca, She-Hulk reúne a la Fuerza A, al Cuerpo Thor y otros héroes en defensa de Arcadia. Durante la lucha, los zombis comienzan a abrumar a la ciudad, pero el recién llegado, ahora llamado Singularity, absorbe a toda la horda y se sacrifica en el proceso. Tras la batalla, el Cuerpo Thor arresta a Loki cuando A-Force comienza la reconstrucción de Arcadia. Mientras tanto, She-Hulk consuela a Minoru, quien todavía está de luto por la pérdida de sus amigos, diciéndole que cree que Singularity vive.
Después de la historia de Secret Wars, mientras participaba en un roller derby en Miami, Dazzler es contactada por Singularity, She-Hulk, Capitana Marvel, Nico Minoru y Medusa para ayudarlos a derrotar a Antimatter, ya que necesitaban una poderosa fuente de luz para derrotar a su enemigo. Cuando apareció Antimatter, se hizo evidente que incluso con la ayuda de Dazzler no podían derrotarlo, por lo que Singularity los teletransportó a todos a la Estación Espacial Alpha Flight Low-Orbit donde el Dr. Tempest Bell teorizó que matar Antimatter también mataría a Singularity debido a su conexión a través de un enredo cuántico. A-Force intentó negociar con Antimatter, pero él explicó que buscaba entender a la humanidad desarmando sus moléculas y encontrando un uso para ellas. Esto llevó a una pelea en la que Dazzler resultó gravemente herido y murió en la mesa de operaciones. Dazzler se despertó después de la operación fallida para darse cuenta de que parecía que ella no podía morir. Dazzler se unió a la lucha contra Antimatter a tiempo para llevar a Singularity a una dimensión de bolsillo para protegerla de morir cuando Antimatter fue destruida. La singularidad sintió que algo más había penetrado en su universo y cuando se pusieron en marcha, Nico se dio a sí misma ya Dazzler un cambio de imagen mágico. Teletransportándose a Astoria, Oregón, encontraron que los saltadores de dimensiones eran Dazzler Thor, una versión alternativa de Dazzler de Battleworld, y su oponente, una gigantesca dragona que en realidad es una mujer que se transforma en realidad llamada Condesa. La condesa desapareció después de su derrota y A-Force tomó a Dazzler Thor para obtener "cerveza" y Nico convence a Dazzler para que hable con Dazzler Thor. Dazzler le reveló a su yo alternativo que accidentalmente había estado en contacto con la Niebla Terrigena y contrajo M-Pox, que esteriliza y mata a los mutantes. Dazzler Thor fue la primera persona que contó, e incluso entonces Dazzler no sabía qué significaba, ya que parecía que sus poderes ahora incluían ser incapaz de morir. Dazzler se despertó junto al resto de A-Force y Dazzler Thor en una celda sin ningún poder. Nico apareció bajo el control mental de la condesa que había cambiado a la forma de una mujer y le ordenó a Nico que despojara a A-Force de sus poderes. Dazzler Thor trata de llamarla martillo, Light Bringer, pero Nico la hace indigna con un hechizo. Sin sus poderes divinos, Dazzler Thor también comenzó a ser víctima de M-Pox. Cuando A-Force molestó a la condesa, Nico tuvo que enviar a She-Hulk a una furia asesina, pero utilizaron esto para romper el muro y escapar. Después de sobrevivir a un hechizo que Nico se vio obligado a hacer para ahogarlos, A-Force atacó a la condesa durante la cual Dazzler creó un holograma de Nico para que Medusa pudiera escabullirse de la influencia de la condesa. Dazzler Thor usó un holograma para acercarse a la condesa. Pero la condesa la atacó y la hirió, pero Dazzler recogió a Light Bringer para defenderla. Una vez que terminó la pelea, Dazzler Thor sucumbió al virus M-Pox y murió en un destello de luz. Dazzler reveló al resto de A-Force que también tenía la enfermedad letal y dejó a Light Bringer en respeto a su yo alternativo caído.
Durante la historia de Civil War II, Dazzler fue con la Capitana Marvel para luchar contra Thanos, a quien el Inhumano Ulises había predicho que aparecería. Aunque Thanos fue derrotado, She-Hulk resultó gravemente herida. Poco después, Ulises predijo que Nico asesinaría a una mujer inocente llamada Alicia. El capitán Marvel quería arrestar a Nico antes de que esto pudiera suceder. Dazzler no estuvo de acuerdo con el Capitán Marvel, y dijo que aunque estaba de acuerdo con la opinión de Tony Stark de que no debían arrestar a personas por delitos que podrían cometer, ella solo apoyaba a Carol porque era su amiga. Cuando Nico llega, la capitana Marvel intenta explicar la visión antes de que Dazzler le advierta a Nico que la arrestarán. Nico se escapa y el Capitán Marvel culpa a Dazzler, quien le dice que si realmente podían predecir que en el futuro deberían haber sabido que sucedería. Dazzler y Singularity se opusieron a la decisión del capitán Marvel y Medusa de cazar y capturar a Nico. Dazzler y Singularity siguen a Marvel y Medusa a Arizona, Colorado, donde Nico se esconde con Elsa Bloodstone y lo encuentran invadido por una infección que convierte a las personas en un enjambre de insectos gigantes. Después de una breve confrontación, cuando el resto de A-Force encontró a Nico, se dividieron en dos equipos: uno para encontrar a Alice y el otro para proteger a los civiles. Dazzler, Singularity y Medusa protegen a los civiles a pesar de su desacuerdo. Mientras buscaban a Alice en una mina abandonada, Danvers, Minoru y Bloodstone son atacados por un insecto gigante. El error incapacita a Danvers y Bloodstone antes de comunicarse telepáticamente con Minoru que ella es Alice y que, sin darse cuenta, ha estado infectando a la gente del pueblo después de su transformación. Alice le dice a Minoru que matarla es la única forma de salvar a la gente. Cuando Minoru se niega, un Bloodstone infectado amenaza con matar a Danvers. Medusa, Singularity y un Dazzler infectado son invadidos por insectos y se reagrupan con los demás justo cuando Bloodstone infecta a Danvers. Después de que Dazzler infecta a Medusa, Minoru lanza un hechizo para transformar a Alice de nuevo en un ser humano, pero no cura al resto de la población. Alice explica que debe ser asesinada y Minoru lanza un hechizo de muerte a regañadientes sobre Alice que transforma a los infectados en humanos. Alice luego vuelve a aparecer en su forma final y le dice a A-Force que ya no es una amenaza, ya que ahora tiene un mayor control de sus poderes.

### Inhumanos vs. X-Men
Durante la historia de Inhumanos vs. X-Men, Dazzler ayudó a Emma Frost al comienzo de su plan para derrotar a los Inhumanos. Ella se disfrazó de intérprete inhumana poco antes de emboscar a Black Bolt en su propia Habitación Silenciosa. Dazzler fue vista nuevamente al final de la historia, sentada en una silla reservada ante un incendio.

### Amanecer de X
Dazzler es visto como uno de los muchos mutantes que han establecido su residencia en la nación insular de Krakoa, recientemente establecida.

## Poderes y habilidades
Dazzler es una mutante con la capacidad de transducir vibraciones sónicas que llegan a su cuerpo en varios tipos de luz. Esta capacidad parece funcionar en un gran rango de frecuencias, incluido el espectro audible, y una gran variación de los niveles de presión del sonido independientemente de la complejidad, la disonancia o la aleatoriedad del sonido. Suena tan diferente como un accidente automovilístico y un pasaje sinfónico producen vibraciones acústicas entrantes convertibles.
Dazzler prefiere utilizar el sonido de la música, particularmente el que se sostiene rítmicamente. No solo la música es más agradable para sus oídos, sino que el ritmo constante de la música contemporánea proporciona una fuente de sonido más constante para convertir. Los medios precisos por los cuales funciona este proceso de conversión son todavía desconocidos. Se ha demostrado que Dazzler crea un "espacio nulo" de sonido en un cierto radio de su persona, como resultado de "atraer" el sonido en su área a su persona, ya sea para proteger a una multitud de personas o para aumentar sus reservas de energía.
Si no se dirige, la luz de Dazzler se irradiará desde su cuerpo en todas las direcciones, produciendo destellos regulares de luz blanca. Mediante el control consciente de la luz que produce, puede controlar su dirección, frecuencia (color), amplitud (intensidad) y duración.
Dazzler puede producir numerosos efectos. Puede crear patrones simples a partir de rayos de luz o combinaciones de patrones que producen efectos de trance en sus objetivos. Puede crear un pulso de luz del orden de varios miles de vatios de potencia, lo que ciega temporalmente a las personas con su brillo. Puede crear una cascada caótica de luces y colores brillantes que altera gravemente el equilibrio de otras personas, o un efecto de luz estroboscópica pulsante. Dazzler puede generar un haz de luz coherente, que se aproxima a un rayo láser. Dazzler puede generar un escudo a partir de la energía del láser que puede desviar proyectiles o haces de energía.
Dazzler tiene ojos polarizados y no puede ser cegado o deslumbrado por la luz.
Con esfuerzo, puede crear hologramas de seres humanos y otros seres y objetos tridimensionales. Ella también puede usar la energía de la luz para generar el vuelo.
Por lo general, dirige los láseres desde un solo dedo cuando requiere precisión. La mayoría de las veces usa sus manos para dirigir sus efectos de luz, pero también puede usar otras partes de su cuerpo. Desde que estudió con los X-Men, se ha convertido en una experta en dirigir su cegadora luz estroboscópica desde sus ojos.
La manifestación más poderosa de sus habilidades láser es un flujo concentrado de fotones sólidos que normalmente dispara desde su dedo índice pero que puede emitir desde todo su cuerpo. La viga es extremadamente poderosa y, como consecuencia, utiliza una gran cantidad de sus reservas de energía. También ha demostrado la capacidad de estirar el espectro electromagnético para producir energía de microondas devastadora. Desde entonces, ella ha aprendido a producir estas explosiones sin agotarse, al mismo tiempo que les proporciona un poder considerable.
Cuando Galactus la alistó para recuperar su heraldo herido Terrax del corazón de un agujero negro, la tuvo expuesta a sonidos inimaginables, incluida la explosión de una galaxia entera, para aumentarla a niveles suficientes.
Desde los eventos de Dazzler: The Movie, el cuerpo de Alison puede almacenar energía de sonido para descargas futuras como luz. Gracias al Profesor X, el traje de Dazzler contiene dispositivos que le permiten almacenar energía sónica de manera más eficiente y medir y enfocar la luz que genera con mayor habilidad. También ha demostrado en al menos una ocasión la capacidad de expulsar el sonido almacenado en una ola devastadora de energía sónica que destruyó a su enemigo Silencio.
Dazzler es inmune a los efectos perjudiciales de sus habilidades de transducción de luz. Su capacidad para transducir el sonido también la protege de ser sorda por los sonidos fuertes; En Dazzler vol. 2 # 1, se indicó que sus oídos están muy desarrollados, lo que le permite detectar sonidos en frecuencias que otros no pueden registrar. En X-Treme X-Men, Vol. 2, n.º 4, demuestra la capacidad de usar ondas de sonido para la ecolocación antes de absorberlas para obtener energía. También se ha demostrado que Dazzler es inmune a los poderes de su hermanastra Mortis, que normalmente mata instantáneamente a sujetos vivos.
Con una tensión considerable, Dazzler es capaz de generar luz ultravioleta en ondas omnidireccionales de tal intensidad que derretirá grandes estructuras metálicas.
Dazzler es una atleta altamente capacitada, y se ha convertido en una excelente combatiente cuerpo a cuerpo gracias a su entrenamiento con los X-Men y con los Gladiadores. Además, ella es una talentosa cantante, actriz y bailarina. Ella también es una patinadora de rodillos altamente lograda y puede moverse a gran velocidad; ocasionalmente usa un par de patines que se adhieren magnéticamente a sus botas.

## Otras versiones

### Era de Apocalipsis
Dazzler aparece como miembro de los X-Men. Ella es una fumadora empedernida, que no tiene uso para una voz cantante en esta línea de tiempo. También es más hábil con sus poderes, siendo capaz de crear construcciones de luz dura, así como de manipular las energías de la luz y el sonido. Con este nuevo conjunto de potencia, Dazzler sirve como un centro de entrenamiento para una sola mujer, así como un mensajero a través de transmisiones holográficas. Ella estuvo involucrada románticamente con Exodus, y no acompañó al equipo principal de X-Men en el asalto final en Apocalipsis.
Dazzler fue uno de los personajes involucrados en la Era de Apocalipsis original que se trajo de vuelta para la miniserie del décimo aniversario de Era de Apocalipsis. Como muchos de los otros X-Men, el disfraz de Dazzler en el décimo aniversario refleja una versión actualizada de su disfraz original: el mono plateado. Contra la batalla con los Seis Siniestros de Mr. Siniestro, Dazzler fue tragada dentro de la oscura dimensión de Cloak, pero finalmente fue salvada por un rayo de Tormenta que obliga a Cloak a escupirla.

### Dinastía de M
Cuando Wanda Maximoff, la Bruja Escarlata, usó sus poderes que alteran la realidad para cambiar el mundo, Dazzler se convirtió en uno de los mutantes más famosos de la Tierra. Después de tener una exitosa carrera como cantante en su adolescencia, Dazzler continuó su carrera como la principal personalidad de los medios a través de su programa de entrevistas sindicado.
El especial de papel de la Casa de M presentaba un artículo ciego de estilo tabloide, que indicaba que el espectáculo de luces de Alison se estaba desvaneciendo debido a un raro trastorno de la sangre, lo que hacía que perdiera su mutación. Tormenta usó el popular programa de entrevistas de Alison para desestimar su desaprobación por el manejo de Magneto de los asuntos mutantes y se vio a Mr. Siniestro viendo el programa de Alison cuando Deadpool fue a rescatar a un bebé Cable.
El autor Brian Michael Bendis originalmente escribió esta versión de Dazzler para que fuera la respuesta de esta realidad alterada a Oprah.

### Ultimate Marvel
La encarnación Ultimate Marvel de Dazzler se presenta como cantante de punk rock en Ultimate X-Men # 42. Ella se une brevemente a la Academia del Mañana de Emma Frost cuando le prometieron un contrato de grabación, pero se une a los X-Men después de que la rescaten de un ataque de Centínela. Allí la llaman "Dazzler" por el nombre de su banda.
A menudo muestra una falta de entusiasmo por los X-Men y sus esfuerzos, pero después de enterarse de una propuesta de ejecución pública de un mutante, convence a un grupo de compañeros de equipo para ir a una misión de rescate. Cuando la misión se desvía y se captura a Ángel, Dazzler toma la iniciativa y dirige al equipo en una operación de recuperación. Esto lleva a la liberación accidental de Longshot.

### Dazzler Thor
Una versión de Dazzler apareció durante la historia de "Secret Wars" de 2015 como parte de Thor Corps, una organización paramilitar encargada de vigilar Battleworld y hacer cumplir la voluntad de Doom. Dazzler Thor aparece más tarde en el universo de la Tierra-616, después de atravesar un portal multidimensional y se une a A-Force en su lucha contra la condesa, un dragón que atravesó el mismo portal. Después de que derrotan a la condesa, Dazzler Thor sucumbe a los efectos que la Niebla Terrigena de este universo tuvo en su sistema y desaparece.

## En otros medios

### Televisión
- Dazzler apareció en el piloto animado de X-Men: Pryde of the X-Men, con la voz de Alexandra Stoddart. Ella aparece como parte de la lista principal de X-Men.
- Dazzler apareció en la serie animada X-Men, con la voz de Catherine Disher. Ella apareció por primera vez como personaje de fondo en el episodio "Mojovision", donde fue la artista de maquillaje de Longshot. Sin embargo, Dazzler fue fundamental para la trama del episodio "The Dark Phoenix Saga Part 1: Dazzled", en el que Donald Pierce intenta secuestrarla para obligarla a unirse al Círculo Íntimo del Club Fuego Infernal.
- Dazzler aparece en la serie animada Wolverine and the X-Men. En el episodio "Calibre X", se la ve a bordo del barco que viaja a Genosha. En el episodio "Saludos de Genosha", Dazzler es vista brevemente realizando un concierto. En el episodio "Badlands", se muestra en el flashback de Polaris de un futuro alternativo como uno de los mutantes muertos cuando Genosha es destruida por la Fuerza Fénix.

### Cine
- Alison Blaire / Dazzler aparece brevemente en Fénix Oscura (2019), interpretada por Halston Sage.[86][87]Ella está cantando y mostrando sus poderes a sus compañeros en una fiesta.

### Videojuegos
- Dazzler era un personaje jugable en el juego de arcade X-Men lanzado por Konami en 1992.
- Dazzler también fue un personaje jugable en dos juegos iniciales de PC X-Men de Paragon Software: X-Men: Madness in Murderworld y X-Men II: The Fall of the Mutants.
- Dazzler aparece como un NPC en la versión para PC de X-Men Legends II: Rise of Apocalypse. Raven Software diseñó un nivel "Dazzler's Nightclub" exclusivo en línea para una misión que recrea a Uncanny X-Men # 130, donde los X-Men deben proteger a Dazzler de los guardias del Club Fuego Infernal.
- Dazzler tiene un cameo en el final de Felicia en Marvel vs. Capcom 3: Fate of Two Worlds
- Dazzler también es un personaje jugable en Marvel Future Fight
- Dazzler aparece como personaje jugable en Marvel Contest of Champions.